# Diecezja Ałmaty

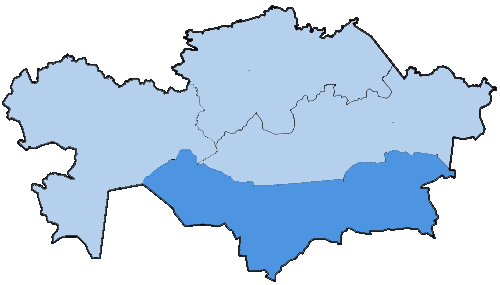
Diecezja Ałmaty na tle całego Kazachstanu.

Diecezja Świętej Trójcy w Ałmaty (łac. Dioecesis Sanctissimae Trinitatis in Almata; ros. Епархия Пресвятой Троицы в Алматы) – diecezja dla katolików obrządku łacińskiego metropolii Astany w Kazachstanie, utworzona 17 maja 2003 przez Jana Pawła II. Obejmuje terytorium południowego Kazachstanu (711 600 km²), które zamieszkuje przeszło 7,255 mln ludzi (2020). Liczbę katolików szacuje się na ok. 42 000. Siedziba biskupia znajduje się w przy Katedrze Trójcy Świętej w Ałmaty.

## Historia

### Struktury kościelne
W Kazachstanie struktury kościelne mogły rozwinąć się dopiero po upadku komunizmu. 13 kwietnia 1991 została utworzona Administratura Apostolska dla Kazachstanu i Środkowej Azji.

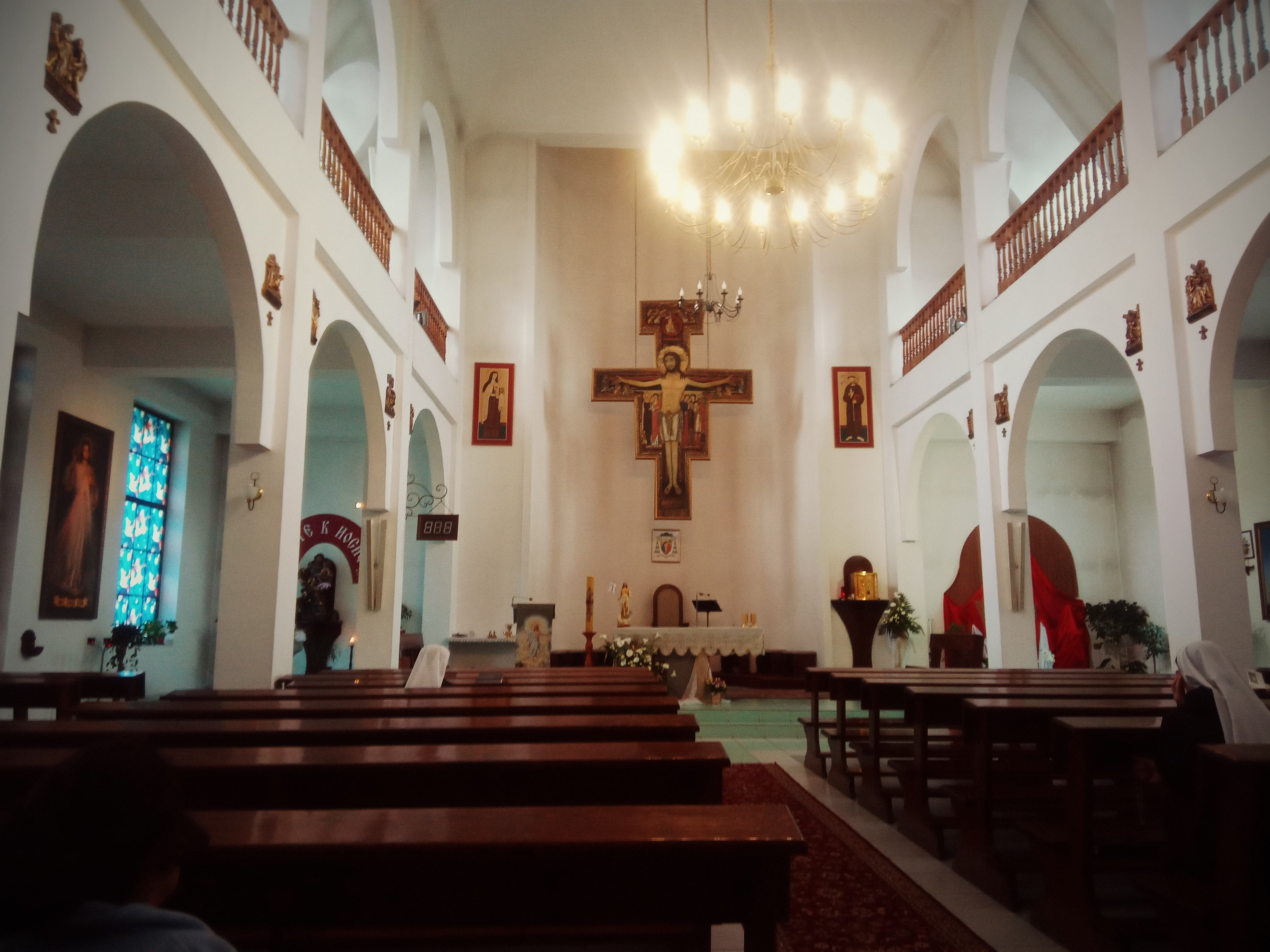
Katedra Trójcy Świętej w Ałmaty (widok prezbiterium)

7 lipca 1999 dekretem Kongregacji ds. Ewangelizacji Narodów Kazachstan został podzielony na cztery jednostki kościelne: diecezję w Karagandzie i trzy administratury apostolskie: w Astanie, Ałmaty i Atyrau.
Administraturą w Ałmaty kierował od początku o. Henry Howaniec – franciszkanin, który w 2000 został przez Jana Pawła II mianowany biskupem.
17 maja 2003 tenże papież po reorganizacji struktur kościelnych w Kazachstanie podniósł Administraturę w Ałmaty do rangi diecezji pod wezwaniem Świętej Trójcy – wchodzącej w skład nowo powstałej metropolii w Astanie.
5 marca 2011 na stanowisku biskupa diecezjalnego Ałmaty zastąpił go ks. José Luís Mumbiela Sierra, który 8 maja 2011 został konsekrowany na biskupa.

## Biskupi

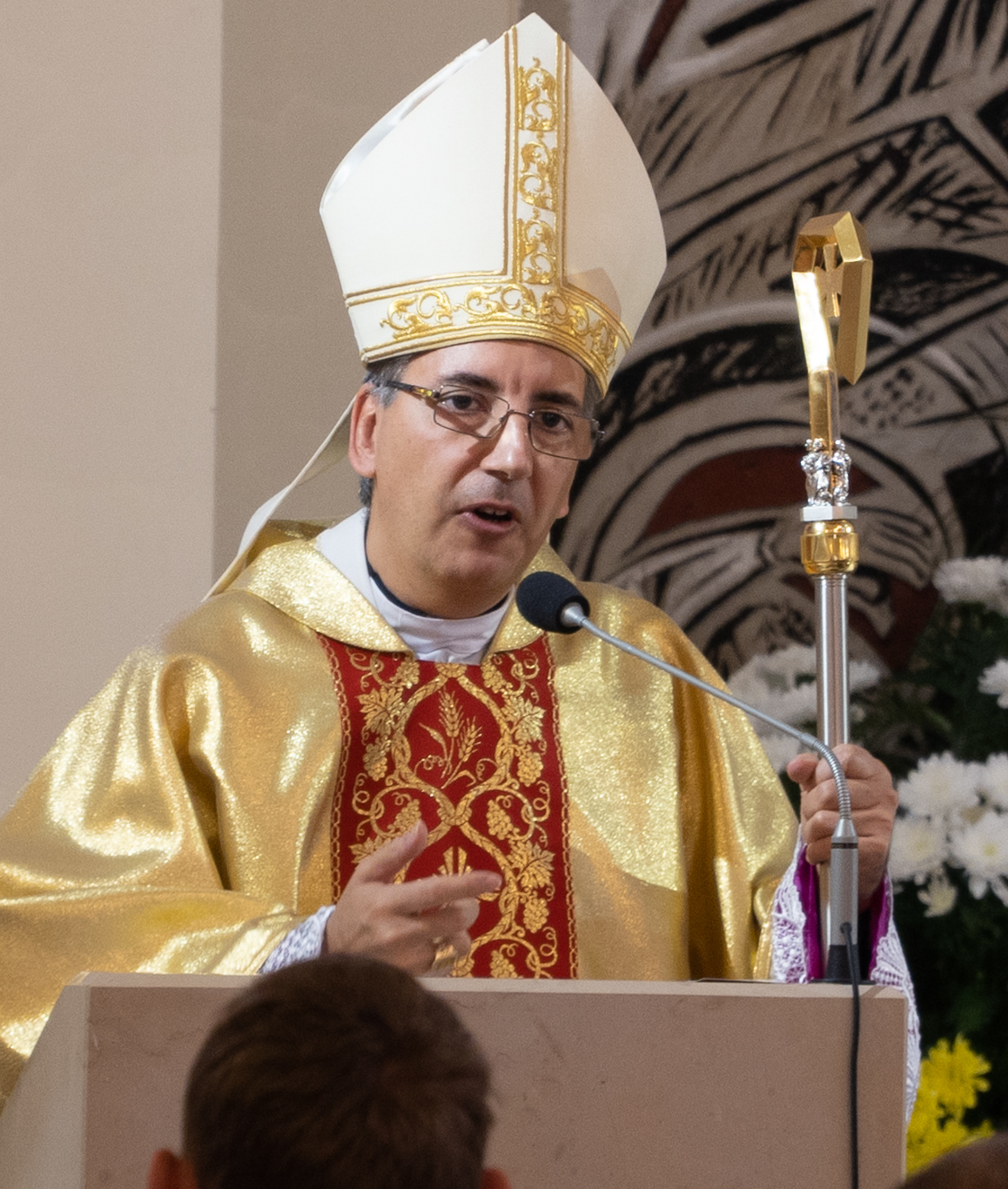
José Luís Mumbiela Sierra – biskup diecezjalny

### Biskup diecezjalny
- bp José Luís Mumbiela Sierra – od 2011

## Parafie
- Ałmaty – Parafia Trójcy Świętej[6][7]
- Ałmaty – Parafia Świętej Bożej Rodzicielki
- Ałmaty – Parafia Świętego Józefa
- Żangaszar – Parafia Jezusa Chrystusa Dobrego Pasterza
- Tałgar – Parafia Wniebowzięcia Najświętszej Maryi Panny
- Jesyk – Parafia Najświętszego Serca Jezusowego
- Nura – Parafia Matki Bożej Różańcowej
- Däwlet – Parafia św. Michała Archanioła
- Amangeldi – Parafia św. Mikołaja
- Bazarkeldi – Parafia św. Antoniego
- Konajew – Parafia Niepokalanego Poczęcia Najświętszej Maryi Panny
- Żetygien – Parafia św. Andrzeja Kim
- Tałdykorgan – Parafia Najświętszej Maryi Panny
- Żarkent – Parafia Maryi Królowej Męczenników
- Saryözek – Parafia Maryi Królowej
- Taraz – Parafia Wniebowzięcia Najświętszej Maryi Panny
- Kyzyłorda – Parafia Matki Bożej Fatimskiej
- Szymkent – Parafia św. Teresy od Dzieciątka Jezus

## Żeńskie zgromadzenia zakonne na terenie diecezji
- Zgromadzenie Sióstr Misjonarek Miłości – Ałmaty
- Siostry szkolne świętego Franciszka[8] – Ałmaty
- Instytut Sióstr Misjonarek Najświętszej Maryi Panny Pocieszycielki – Żangaszar
- Służebnice Pana i Dziewicy z Matará[9][10] – Szymkent
- Siostry Służebniczki Niepokalanego Poczęcia NMP – Konajew
- Siostry Dziewicy Maryi Nieustającej Pomocy – Tałdykorgan
- Siostry św. Pawła z Chartres[11] – Taraz

## Męskie zgromadzenia zakonne na terenie diecezji
- Zakon Braci Mniejszych (franciszkanie) – Ałmaty, Tałdykorgan
- Instytut Słowa Wcielonego – Szymkent